# Rhynchetria
Rhynchetria is een geslacht van vlinders van de familie van de grasmotten (Crambidae), uit de onderfamilie van de Spilomelinae. De wetenschappelijke naam van dit geslacht is voor het eerst voorgesteld door Willem Jacques Adriaan Klunder van Gijen in een publicatie uit 1913.
Dit geslacht is monotypisch, dat wil zeggen dat het maar één soort heeft namelijk Rhynchetria damasales Klunder van Gijen, 1913 uit Indonesië die ook als typesoort wordt aangeduid.